# Dicranota (Rhaphidolabis) atripes
Dicranota (Rhaphidolabis) atripes is een tweevleugelige uit de familie Pediciidae. De soort komt voor in het Oriëntaals gebied.